# 一夢庵風流記
『一夢庵風流記』（いちむあんふうりゅうき）は、隆慶一郎が執筆した歴史小説。『週刊読売』に1988年1月3・10日合併号から1989年1月29日号にかけて連載された。

## 概要
舞台は戦国時代末期。織田信長に仕え「槍の又左」と呼ばれた前田利家には兄利久がいた。その兄の養子が本作の主人公前田慶次郎（前田利益）である。愛馬・松風との出会い、親友・直江兼続との出会い、朝鮮斥候の任務などを中心に、天下御免の傾奇者として知られた前田慶次郎の活躍を描く。
1989年に柴田錬三郎賞を受賞。
1990年から1993年にかけて、本作品を原作とした原哲夫による漫画『花の慶次 雲のかなたに』が執筆されている。

## 主な登場人物
小説版に依拠する。

### 慶次とその関係者
前田慶次郎
作中では「慶次」と呼ばれることが多い。滝川一益の従兄弟(甥とも)、滝川益氏の子として生まれ、荒子城主前田利久の養子となる。だが、織田信長の命により前田利家が荒子城主となり、利久一族とともに城を追われる。以後14年間史書から姿を消すが、益氏の家来になり戦闘の経験を積んだとしている。滝川一族の没落とともに一族は前田安勝を頼るが、利久が死去し、利家と確執が生じると前田家を退去し、妻子を捨てて天涯孤独の身となる。豪胆な「いくさ人」でありながらも、風雅の道に明るく、また明朗で人懐こい人間味あふれた人格をしている。だが、無類のいたずら好きであり、加賀退去の際には利家を騙して氷が浮いた水風呂に入れるなど数々のいたずらをしでかす。また、他人の感情の機微にとても敏感であり、惚れ込んだ人物(まつや兼続)には一途になりすぎる一方、何かしら問題がある人物(秀吉や三成)には心底を見抜く冷徹さを見せる。それゆえに、自らの感情に流されることもあり、まつとの情交が終わった時には所構わず泣き崩れる脆さも見せた。
松風
上野国厩橋にて野生馬の頭となっていた馬で、全身は漆黒、到る所に傷跡がある豪壮無比な巨馬。その馬体に惚れ込んだ慶次との命がけの邂逅によって、その乗馬となる。その際、馬銜をつけないことを約束としており、慶次が望むことを介して進む。慶次にとっては人同然たる莫逆の友であり、京都に滞在していた時は馬小屋を設けず、土間にて共棲していた。
捨丸
かつては奴だった加賀忍び。身長四尺(約1メートル20センチ)ほどの小男ながら練達の忍びである。名の通り捨て子で、弟は松風に蹴り殺されている。慶次を殺して主の主馬やその主・利家を見返そうと慶次に接触し、同僚を殺し抜け忍の身となって家来となる。慶次にはない世間知に長けた男で、身の回りの世話の一切を受け持っている。また、金儲けの才能もあり、金策も担当している。慶次とは作中終始主従の関係であり、慶次を一番よく理解している人物である。
『骨』
渡りの忍びで、捨丸を翻弄するほどの達人である。小男で、骸骨のように痩せた体型なので老若男女あらゆる人物に変装ができる。性格は酷薄で、殺人を愛している。慶次をまたとない標的と狙いながらも、その人物に深く惚れ込んでおりその窮地を救ったりもしている。

### 前田家
前田利家
慶次の叔父であり、本作では慶次ら利久一族を追い出して出世したことに負い目を感じ、なおかつ出世と引き換えに失ったもの、手に入らなかったものを慶次に見出し嫉妬する小心翼々な人物として描かれている。かつて松風を欲しがって四井主馬ら忍び衆をけしかけ、その報復に水風呂に入れられるなど、慶次とは何かと確執がある。
まつ
利家の妻だが、その愛情の多さから慶次とも情交を持っている。慶次が従順な数少ない人物であり、彼女の図らいが慶次が秀吉と面会する契機ともなった。後に関係が露見することを防ぐべく、嫌がる慶次との交際を断ち切った。
四井主馬
加賀忍びの棟梁。利家の命により松風強奪の忍びを放つが撃退され、以来慶次を執念深く狙うようになる。かつての捨丸の主であるが、牛馬ほどの感情もない。
奥村助右衛門
利家の家来で、かつて荒子城代を務めていた。末森城の戦いで戦功を成し、以来前田家の柱石となっている。僧のように淡々としながらも、主馬をたった七言で追い詰めるなど峻厳な説得力を持つ。加賀藩における慶次の良き理解者であるが、それだけにまつと慶次の情交を苦々しく思っている。後に、まつの侍女で豪胆な女丈夫であった妹・加奈によってまつの不貞が露見しそうになったのを知り、加賀藩士の名誉を守るため慶次誅殺を決意する。

### 上杉家
直江兼続
上杉景勝の側近であり、豊臣秀吉にその才を買われた傑物。豪胆な武将でありながら、自室は書物に埋もれかえる学者のような人物でもある。主君・景勝とは主従を越えた深き友情で結ばれているが、その才に惚れ込んだ秀吉の所有欲によって上杉家には佐渡本間家討伐などの苦難が課せられることになる。京都で、上杉家家臣との決闘騒ぎで慶次と知り合い、無二の親友となる。関ヶ原の合戦の後、慶次は最後に兼続との友情を選び都を去る。

### 豊臣家
豊臣秀吉
天下人であり、利家をはじめ、多くの者に畏れられている絶対者として君臨する。傾奇者として名を上げた慶次に興味を持ち、対面を望む。人としての意地を立てるために殺害を決意した慶次と対面し、その殺意に気付き往年の「いくさ人」の血を再燃させる。その後、席を改め礼法にかなった武士の姿で登場した慶次に惚れ込み、傾奇御免の約定を交わす。後に朝鮮侵攻に邁進するようになり、誰からも恨まれる孤独な独裁者と変貌していくが、慶次は秀吉自身が平和に馴染めない「いくさ人」であることに一種の憐れみを感じてもいる。
石田三成
秀吉の側近であり、能吏として辣腕を振るう才子。兼続と親交があり、彼を通して慶次に朝鮮視察を命じた。慶次とは正反対に、何事も考えぬかなければ気がすまない小賢しさと、先んじて行動しようとする性急さを併せ持った人物。朝鮮侵攻には反対であったが、すでに後戻りできない事態にまで進行してしまった事に絶望し、事実をありのまま注進しようとする慶次に泣き喚く姿も見せた。慶次は後に兼続に、考えは綺麗だが心底は子供のような人物であると評した。

### 道々の者たち
庄司甚内
関東から流れてきた傀儡子の子で、大変な美少年であると同時に唐剣を操る異形の剣士である。京の色里で言い寄る傾奇者数人を惨殺した所を慶次に目撃された縁から、父・又右衛門ともども慶次と親交を結ぶ。又右衛門は北条家に仕えており、姉のおしゃぶは北条氏直の側室となっている。京に来たのも豊臣家の間諜が目的だったが、逆に北条家の現状認識の甘さを慶次に諭される。後に小田原攻めの果てに父と姉を失い、慶次に励まされて江戸に向かい、庄司甚右衛門と名を代えて吉原遊廓の名主となる。『吉原御免状』に登場する庄司甚右衛門とは設定で重なっている所多く、明言はされていないが甚右衛門の若き姿であると推測できる。

### 博多、朝鮮で出会った者たち
金悟洞
明人で倭寇の残党。日に焼けた不気味な大男で、あらゆる武器道具に通じた殺し屋である。何者かに朝鮮視察のため博多を訪れた慶次の暗殺を請け負い、長大な火縄銃(遠町筒)で慶次を狙撃した。狙撃は慶次が胸元に挟んだ手帳に阻まれたが、その性質に興味を持った慶次に説得され、その従者となる。
弥助
博多で神屋宗湛が慶次につけた案内人。柔和で緩慢そうな外見だが、契約を破棄した金に刺客を送りながらもあれは腕試しのつもりだったとしたたかに答える食わせ者である。だが、朝鮮に渡ってからは慶次の大胆不敵な傾奇者ぶりに何度も常識を覆され、翻弄される。
伽姫
古の伽耶の貴人の末裔たる美女で、伽耶琴の名手。山奥で故国のことばかりを聞かされて育ったので世俗離れしている。ならず者(密陽府使・朴晋の弟)に襲われていた所を助けられ、以後慶次に寄り添うようになる。慶次を朝鮮風に「慶郎」と呼び、慶次も伽姫を「伽子」と呼んでいる。
朴仁
朴晋の一族に属するが、胡族の戦いで捕らえられ、拷問によって無残な姿にされたのを恥じて地下に潜った男。顔面傷だらけで、手足の指も欠損している。地下で暗殺結社に属している手練の殺し屋であり、朴晋の依頼で仲間とともに慶次暗殺の謀略を巡らす。

### 徳川家
徳川家康
東海、後に関東を統べ、関ヶ原の後は天下人となる男。秀吉と慶次との対面では、不格好な容姿で下手くそな舞を披露し、緊迫した場を和ませ秀吉を感嘆させている。関ヶ原の後、上杉家の和議の使者として御前で剃髪した慶次に理解を示す。『影武者徳川家康』では、この時点で家康は死んでおり、影武者の世良田二郎三郎が変わり身を演じているのだが、先に書かれた本作にはその描写はない。
結城秀康
家康の次男だが、家康、そして養子に出された先でも秀吉から疎まれて小大名に落とされた悲運の子である。その境遇から、豪気で激しやすい気性を持っている。朝鮮から帰った慶次一行が花見に出かけた先で邂逅し、以来慶次に惚れ込む一方、伽姫を姉のように慕い自らの境遇を打ち明ける。

### 「いくさ人」
大滝源右衛門
かつての滝川家での戦友で、敦賀城主・大谷吉継に仕えている。加賀を退去した慶次は最初、源右衛門に匿われている。だが、加賀藩の追求が大谷家に来ることを察した慶次は、頑固一徹な源右衛門が自分をかばって類火を被らないよう、敢えて狂乱を装い、源右衛門に呆れさせ放逐される形で退去した。その際、慶次は吉継の面前で秀吉の好色と娘を犠牲にして出世した利家と風刺したが、逆に吉継に娘1人で無駄な人死を出さなかったのだから秀吉の好色も悪いものではないと諭され、源右衛門は良い主君を持ったものだと感得した。
山上道及
かつて慶次とは戦友だった関東浪人で、三度の首供養をしたという豪傑。最上家との戦いのために米沢に馳せ参じた慶次と再会した時には剃髪していた。出陣の前、上杉家の庇護にある寺の住職の傲慢さに憤り、慶次に愚痴を漏らした所、慶次が策略を以て住職に報復したのを見て狂喜する。後に長谷堂城の戦いで重症を追うが、慶次の小便で消毒を受け一命を取り留めるような描写がある。

## 書誌情報
- 読売新聞社、1989年 ISBN 4-643-93055-1
- 新潮文庫、1991年 ISBN 4-10-117414-8
- 集英社文庫、1992年 ISBN 4-08-749877-8

## 漫画
少年漫画ということもあり、主人公の年齢が若くなっていることを筆頭に、原作の設定や展開とは大きく変わっているところが多々見受けられる。
「雲のかなたに」という副題は、隆慶一郎本人の発案である。

## 舞台

### 風流夢大名
1995年に明治座で初演。1997年にサンシャイン劇場、翌年1998年には明治座10月錦秋公演として再演された。

#### 出演者
- 高橋英樹
- 池内淳子
- 大山克巳
- 三浦布美子
- 青山良彦
- 比企理恵
- 友里千賀子
- 大塚道子
- 江原真二郎
- 尾藤イサオ

### 花の武将 前田慶次
2010年9月に大阪松竹座で上演。読みは「花の武将（ひと） 前田慶次」。

#### 主な配役
- 前田慶次：片岡愛之助
- 伽耶：佐藤江梨子
- 直江兼続：山崎銀之丞
- 捨丸（金蔵）：石井正則
- 四井主馬：安藤一夫
- 風見小次郎：野田晋市
- 山上道及：角田信朗
- 徳川家康：新藤栄作
- 庄司又左衛門：田山涼成
- 前田まつ：賀来千香子

### 一夢庵風流記 前田慶次
2014年、宝塚歌劇100周年記念公演の第5弾として雪組が上演。公演期間は6月6日 - 7月14日=宝塚大劇場、8月1日 - 8月31日=東京宝塚劇場。併演作は『My Dream TAKARAZUKA』。